# Early Voting
Early Voting, född 7 mars 2019 i Kentucky, är ett engelskt fullblod, mest känd för att ha segrat i Preakness Stakes (2022).

## Bakgrund
Early Voting är en brun hingst efter Gun Runner och under Amour D'Ete (efter Tiznow). Han föddes upp av Three Chimneys Farm och ägs av Klaravich Stables. Han tränas av Chad C. Brown och rids av José Ortiz.

## Karriär
Early Voting har till maj 2022 sprungit in 1 311 500 dollar på 4 starter, varav 3 segrar och 1 andraplats. Han har tagit karriärens hittills största seger i Preakness Stakes (2022). Han har även segrat i Withers Stakes (2022) och kommit på andra plats i Wood Memorial Stakes (2022).

## Statistik
| Datum                    | Distans      | Löp                   | Grupp     | Bana     | Odds  | Plac. | Segertid | Jockey        | Ref   |
| ------------------------ | ------------ | --------------------- | --------- | -------- | ----- | ----- | -------- | ------------- | ----- |
| 2021 – Tvååringssäsongen |              |                       |           |          |       |       |          |               |       |
| 18 december 2021         | 1 mile       | Maiden Special Weight | -         | Aqueduct | 0.95* | 1     | 1:38.41  | Jose L. Ortiz | [ 6 ] |
| 2022 – Treåringssäsongen |              |                       |           |          |       |       |          |               |       |
| 5 februari 2022          | 1 ⁄8 miles   | Withers Stakes        | Grupp III | Aqueduct | 1.30* | 1     | 1:55.90  | Jose L. Ortiz | [ 7 ] |
| 9 april 2022             | 1 ⁄8 miles   | Wood Memorial         | Grupp II  | Aqueduct | 2.15  | 2     | 1:47.96  | Jose L. Ortiz | [ 8 ] |
| 21 maj 2022              | 1 3⁄16 miles | Preakness Stakes      | Grupp I   | Pimlico  | 5.70  | 1     | 1:54.54  | Jose L. Ortiz | [ 9 ] |

Noter: En (*) asterisk efter oddset noterar att Early Voting var spelfavorit i löpet.

## Stamtavla
| Efter Gun Runner 2013  | Candy Ride (ARG) 1999 | Ride the Rails 1991   | Cryptoclearance 1984      |
| Efter Gun Runner 2013  | Candy Ride (ARG) 1999 | Ride the Rails 1991   | Herbalesian 1969          |
| Efter Gun Runner 2013  | Candy Ride (ARG) 1999 | Candy Girl (ARG) 1990 | Candy Stripes 1982        |
| Efter Gun Runner 2013  | Candy Ride (ARG) 1999 | Candy Girl (ARG) 1990 | City Girl (ARG) 1982      |
| Efter Gun Runner 2013  | Quiet Giant 2007      | Giant's Causeway 1997 | Storm Cat 1983            |
| Efter Gun Runner 2013  | Quiet Giant 2007      | Giant's Causeway 1997 | Mariah's Storm 1991       |
| Efter Gun Runner 2013  | Quiet Giant 2007      | Quiet Dance 1993      | Quiet American 1986       |
| Efter Gun Runner 2013  | Quiet Giant 2007      | Quiet Dance 1993      | Misty Dancer 1988         |
| Undan Amour D'Ete 2012 | Tiznow 1997           | Cee's Tizzy 1987      | Relaunch 1976             |
| Undan Amour D'Ete 2012 | Tiznow 1997           | Cee's Tizzy 1987      | Lonely Dancer 1975        |
| Undan Amour D'Ete 2012 | Tiznow 1997           | Cee's Song 1986       | Seattle Song 1981         |
| Undan Amour D'Ete 2012 | Tiznow 1997           | Cee's Song 1986       | Key Phrase 1991           |
| Undan Amour D'Ete 2012 | Silken Cat 1993       | Storm Cat 1983        | Storm Bird (CAN) 1978     |
| Undan Amour D'Ete 2012 | Silken Cat 1993       | Storm Cat 1983        | Terlingua 1976            |
| Undan Amour D'Ete 2012 | Silken Cat 1993       | Silken Doll 1980      | Chieftain 1961            |
| Undan Amour D'Ete 2012 | Silken Cat 1993       | Silken Doll 1980      | Insilca 1974 (family 9-b) |

Early Voting är inavlad 4s × 3d till Storm Cat, vilket betyder att Storm Cat förekommer i fjärde generationen på faderns sida och i tredje generationen på moderns sida.